# Music City Challenger
Il Music City Challenger è stato un torneo professionistico di tennis giocato sul cemento indoor, che faceva parte dell'ATP Challenger Series. Si giocavq annualmente a Nashville negli USA dal 2004.

## Albo d'oro

### Singolare
| Anno | Campione         | Finalista        | Punteggio        |
| ---- | ---------------- | ---------------- | ---------------- |
| 2004 | Justin Gimelstob | Amer Delić       | 7–6(3), 7–6(4)   |
| 2005 | Bobby Reynolds   | Ramón Delgado    | 6–4, 6–4         |
| 2006 | Robin Haase      | Kristian Pless   | 7–6(9), 6–3      |
| 2007 | Jesse Levine     | Alex Kuznetsov   | 3–6, 6–2, 7–6(5) |
| 2008 | Robert Kendrick  | Somdev Devvarman | 6–3, 7–5         |

### Doppio
| Anno | Campioni                        | Finalista                         | Punteggio            |
| ---- | ------------------------------- | --------------------------------- | -------------------- |
| 2004 | Jason Marshall Travis Parrott   | Cecil Mamiit Danai Udomchoke      | 6–3, 6–4             |
| 2005 | Ilia Bozoljac Brian Wilson      | Santiago González Diego Hartfield | 7–6(6), 6–4          |
| 2006 | Scott Lipsky David Martin       | Rik De Voest Eric Nunez           | 6(7)–7, 6–4, [10–6]  |
| 2007 | Rajeev Ram Bobby Reynolds       | Ashley Fisher Stephen Huss        | 6(4)–7, 6–3, [12–10] |
| 2008 | Carsten Ball Travis Rettenmaier | Harsh Mankad Ashutosh Singh       | 6–4, 7–5             |